# Masakra w Baga (2015)
Masakra w Baga – masakra, która trwała od 3 do 8 stycznia 2015 roku i była prowadzona w dwóch miastach: Baga i Doron Baga. Według różnych źródeł, masakra pochłonęła za sobą od stu do ponad 2000 ofiar śmiertelnych. Najechanie tych miast jest największą zbrodnią w działalności Boko Haram od 2009 roku.
Ataki nie odbiły się tak szerokim echem na świecie. Większą uwagę media przywiązały jednak do mających miejsce 7 stycznia 2015 roku zamachów w Paryżu. Została wówczas zaatakowana redakcja „Charlie Hebdo”, zginęło 12 osób.

## Tło
Boko Haram to organizacja terrorystyczna, która powstała na początku XXI wieku. Jej głównym zadaniem jest wprowadzenie szariatu w Nigerii. Nigeryjskie siły zbrojne zmagają się z tą organizacją od 2009 roku. Boko Haram ma na koncie liczne morderstwa, porwania i zamachy. Jedną z najgłośniejszych akcji tego typu stało się uprowadzenie ponad 200 uczennic w kwietniu 2014 roku.
Baga jest położona w stanie Borno, w którym według szacunków dżihadyści kontrolują blisko 70% tego terytorium. Masakra z 2015 roku nie jest pierwszą w tym mieście, której dokonali rebelianci z Boko Haram. To samo miasto zostało zaatakowane wiosną 2013 roku, zniszczeniu uległo wiele budynków i pojazdów, a atak pochłonął wtedy za sobą blisko 185 ofiar śmiertelnych.

## Przebieg masakry
Udział w najeździe wzięło przeszło kilkuset rebeliantów. Zajęte zostały nie tylko te miasta, ale i 16 wiosek w pobliżu miast oraz międzynarodowa baza wojskowa. Do ataku bojownicy wykorzystali karabiny szturmowe i granatniki przeciwpancerne, okazyjnie materiały wybuchowe.
Masakrę, która wydarzyła się w tych miastach, rozpoczęły przyjazdy ciężarówek i opancerzonych samochodów, w środku których znajdowała się pokaźna ilość amunicji. Z tych samych pojazdów oraz motocykli wysiedli bojownicy i od razu zaczęli strzelać do mieszkańców miast. Ludzie, obawiając się terrorystycznego rajdu na miasto, uciekali prosto do buszu, inni mieli zamiar uciekać do Czadu. W czasie ataku bojownicy zabijali ludzi (ofiary ginęły od ran postrzałowych) i podpalali mieszkania. Mieszkańcy zaatakowanego miasta chronili się także w domach. Rozwiązanie to było nieskuteczne, bojownicy uzbrojeni w granatniki podpalali mieszkania, w środku których byli przerażeni cywile.
Już w czasie samej masakry, wojskowi zaczęli ewakuować ludność z ciągle atakowanego miasta. Obawiano się, że Baga, jeżeli zostanie zdobyta przez bojówkarzy z Boko Haram, to może posłużyć jako baza wypadowa do ataku na kolejne pobliskie miasto Monguno.
W masakrze mogło zginąć nawet 2 tysiące osób, a zniszczeniu uległo 3,7 tys. domów. Wśród ofiar rajdu znalazło się wielu nigeryjskich żołnierzy. Jeden ze świadków potwierdzał, że w ataku na miasto miało zginąć co najmniej 100 żołnierzy. 14 stycznia Amnesty International opublikował zdjęcia satelitarne, na których ukazano ogrom zniszczeń w wyniku masakry. Były one robione w dwóch dniach, 2 i 7 stycznia. Skalę tragedii spotęgował także fakt, że wielu sprawców bezprecedensowego ataku wciąż było ukrytych w zniszczonym mieście. Wiedząc, że bojownicy mogą w każdej chwili zaatakować, do zniszczonych miast nie wpuszczono ekip ratunkowych.
Odbicie Bagi z rąk atakujących miasto rebeliantów zakończyło się niepowodzeniem, według jednego ze starszych wojskowych siły zbrojne wycofały się, ponieważ do tej pory nie otrzymały wsparcia. Ludzie, którzy byli świadkami terrorystycznego rajdu mówili, że żołnierze zaniechali akcji odbicia z powodu braku amunicji. Kontrowersje wzbudzał także fakt, że żołnierze z Kamerunu, Czadu oraz Nigru wycofały się z miasta bez uzasadnionych przyczyn, na kilka dni przed masakrą. Waszyngton z kolei był oskarżany przez ambasadora Nigerii w USA o to, że nie wnosi wystarczającego wkładu w walce z terroryzmem w Nigerii. 
Podobnego zdania był arcybiskup katolicki nigeryjskiego miasta Dżos, oskarżając cały Zachód.
Boko Haram, mimo ogromu strat spowodowanych przez rajd, dokonał następnych zamachów terrorystycznych. 10 stycznia wysadziła się w powietrze 10-letnia dziewczynka, zabijając dziesięć osób w Maiduguri. Dzień później w Potiskum następne 4 osoby zginęły wskutek samobójczych zamachów, także dokonanych przez kobiety.

## Reakcje
Konsekwencją rajdu były między innymi liczne przesiedlenia. 20 tysięcy osób zbiegło do nigeryjskiego miasta, Maiduguri. 10 tysięcy osób, zgodnie z poleceniami władz, zostało przetransportowanych do Monguno. Rzecznik bezpieczeństwa Nigerii oznajmił, że w reakcji na skalę terrorystycznego rajdu, zostaną drastycznie zwiększone wydatki na wojsko. Ponadto wojsko będzie mogło prowadzić naloty, które zostaną wymierzone w kryjówki, w których mogą znajdować się bojownicy Boko Haram.
W czwartek, 15 stycznia, prezydent Nigerii Goodluck Jonathan bez zapowiedzi postanowił odwiedzić Maiduguri. Spotkał się tutaj z żołnierzami oraz świadkami masakry w Baga. Rajd położył cień także na przyszłość kariery politycznej urzędującego prezydenta. Krytycy twierdzą, że rząd w ograniczonym stopniu prowadzi działania, które doprowadziłyby do zahamowania rebelii w państwie. Wybory prezydenckie w tym kraju mają odbyć się 28 marca 2015 roku, o reelekcję w nich ma ubiegać się Jonathan.
20 stycznia 2015 roku na portalu YouTube opublikowano 35-minutowe nagranie, na którym odpowiedzialność za przeprowadzony rajd na Bagę ponosi Abubakar Shekau.
Jednakże jeden z wojskowych poinformował, że został udaremniony najazd terrorystów na miasto Biu, do którego miało dojść 14 stycznia. W tym celu zatrzymano 5 terrorystów, zostały także skonfiskowane 2 działa przeciwlotnicze. Ponadto siły zbrojne Nigerii odparły atak bojowników na Maiduguri.
Prezydent Kamerunu Paul Biya domagał się od społeczności międzynarodowej, aby wspomogła Nigerię w walce z terroryzmem. Na prośbę prezydenta odpowiedział Shekau, lider Boko Haram, twierdząc, że kameruńskie siły zbrojne nie są w stanie ich pokonać. W Ndżamenie, w związku z atakiem na miasto Baga, odbyła się manifestacja z udziałem zwolenników podjęcia decyzji o operacji wojskowej wymierzonej przeciwko bojownikom z Boko Haram.
Atak potępił Ban Ki-moon, szef Organizacji Narodów Zjednoczonych.